# Akum (langue)
Pour les articles homonymes, voir Akum.
L'akum — également connu sous le nom d'anyar ou okum — est une langue jukunoïde, parlée par environ 1 400 personnes (2002) au Cameroun dans la région du Nord-Ouest, près de la frontière avec le Nigeria, dans le département du Momo et l'arrondissement de Furu-Awa, particulièrement dans le village du même nom, Akum. 